# Arte románico en la provincia de León
El período del arte románico en la provincia de León dejó su impronta a través de un buen número de edificios diseminados por su área geográfica. El Camino de Santiago, que la recorre de este a oeste fue la gran vía por la que penetraron las nuevas formas arquitectónicas desde el primer tercio del siglo XI. Otra serie de rutas secundarias, especialmente aquellas que a través de los puertos de montaña, comunicaban esta tierra con la cornisa cantábrica, facilitaron también la importación y desarrollo de aquel fenómeno artístico.
No obstante, las construcciones o restos que llegaron hasta nuestros días no son muy abundanrtes, si bien, en algunos casos, nos muestran la gran calidad plástica alcanzada. Los ejemplos de tales obras corresponden a edificios religiosos y solamente queda algún vestigio de arquitectura civil ligada a este estilo. El poder e importancia de la iglesia leonesa en los siglos del románico corroborarían lo expuesto. Prueba de ello puede ser el hecho de que la zona a la que nos estamos refieriendo se organizaba, fundamentalmente, en torno a dos sedes episcopales, León y Astorga. En ellas se levantaron sendas catedrales románicas, hoy desaparecidas, que marcaron la pauta de construcción de otros templos menores.
Por otro lado, el papel del monasterio en la provincia leonesa, especialmente, el de la orden de Cluny, potenciada por la corona, fomentó la creación de edificios por doquier. Ejemplos significativos son los monasterios de Sahagún, Carracedo, San Pedro de Montes, San Pedro de las Dueñas o San Andrés de Vega de Espinareda.
Caso especial de vida religiosa comunitaria fue la Real Colegiata de San Isidoro por su vinculación a la corona. Al mismo tiempo, para los burgos y otros enclaves de población surgieron numerosos templos parroquiales románicos, menos suntuosos, aunque no por ello, carentes de interés artístico, tales como los de: Santa María del Mercado, San Salvador de Destriana, San Salvador de La Bañeza, Iglesia de Santiago Apóstol de Villafranca del Bierzo o Iglesia de San Esteban y San Miguel de Corullón. No faltarán tampoco ejemplos de iglesias y hospitales en las distintas vías de peregrinación, en los que se acogía a los peregrinos enfermos. La muestra más notable es la Colegiata de Santa María de Arbas.